# إشينجهين
إشينجهين (بالفرنسية: Echinghen)‏ هي بلدية تقع في إقليم باد كاليه من منطقة نور با دو كاليه في شمال فرنسا. تبلغ مساحة هذه المدينة 5.84 (كم²)، وترتفع عن سطح البحر 30 م، يبلغ عدد سكانها 355 نسمة حسب إحصاء المعهد الوطني للإحصاء والدراسات الاقتصادية سنة 2009 م. وترأس Jacques Lannoy البلدية خلال فترة (2008-2014).